# Aerostat
Aerostat je letadlo setrvávající ve vzduchu díky vztlaku (potažmo jeho celkové hustotě menší než hustota vzduchu).
Jde zejména o:
- balon
- vzducholoď

Např. v meteorologii se pojem aerostat používá speciálně pro upoutaný balon.